# Тёплый (альбом)
Тёплый — четвёртый студийный альбом Басты и одновременно второй, выпущенный под псевдонимом «Ноггано».

## Список композиций
Автор музыки и слов - Василий Вакуленко
1. Мути без спешки - 3:50
2. На аккордеоне (скит) - 1:24
3. На аккордеоне - 3:41
4. Я не люблю наркотики (feat. Sidr) - 4:16
5. Качели (feat. Guf) - 4:18
6. Сколько... - 2:34
7. Калифорния (feat. Tati) - 4:41
8. Я на Лене (feat. Super Sonic) - 4:08
9. Армия - 6:30
10. Городское стерео (feat. Смоки Мо) - 3:45
11. Полина (скит) - 1:00
12. Полина - 2:55
13. Только память и пепел - 4:25
14. Водка (feat. Купэ) - 6:40
15. Зять (feat. Жора "Папа") - 6:19
16. Начальник - 3:30
17. Облака (Галич) - 4:42

## Видеоклипы
- 2009 — «Качели» (ft. Гуф)
- 2009 — «Водка» (ft. QП)
- 2012 — «Мути без спешки»
- 2014 — «Облака»

## Релиз
В первую неделю продаж пластинка заняла 1 место российского чарта продаж.

## Рецензии
Жонглируя словами и стилями, рэпер произвел для "Теплого" немереное количество нового смачного материала и при этом не потерял главного качества — достоверности, вызывающей стопроцентное доверие к персонажу.
 — пишет Борис Барабанов в газете «Коммерсантъ».